# Спорников Борис Олександрович
Борис Олександрович Спорников (3 серпня 1930, Київ — 2005) — український живописець; член Спілки радянських художників України з 1962 року. Батько художниці Ірини Спорникової.

## Біографія
Народився 3 серпня 1930 року в місті Києві (нині Україна). Навчався у Республіканській середній художній школі; у 1952—1957 роках — у Київському художньому інституті, де його вчителями з фаху були Карпо Трохименко, Леонід Чичкан, Володимир Костецький.
Після закінчення навчання викладав живопис у Дніпропетровському художньому училищі. Потім переїхав до Омська, де у 1958 році вступив до обласної Спілки художників і очолив її. Був членом КПРС.
1969 року повернувся до Києва. Мешкав у Києві в будинку на вулиці Парковій, № 1. Помер у 2005 році.

## Творчість
Працював у галузі станкового живопису.Серед робіт:
- «Арсенальці» (1957);
- «Відлунали грози громадянської війни» (1961);
- «Нова вулиця» (1961);
- «Весна» (1967);
- «На кордоні» (1967);
- триптих «День життя» (1975)[1];
- «Смерть комісара» (1986)[1];
- «Учасники Словацького повстання» (1988)[1];
- «Передвижники» (1989)[1].

Брав участь у республіканських виставках з 1958 року, всесоюзних — з 1962 року.